# Mustivaara (kulle i Tunturi-Lappi)
Mustivaara är en kulle i Finland.   Den ligger i den ekonomiska regionen  Fjäll-Lappland  och landskapet Lappland, i den norra delen av landet, 800 km norr om huvudstaden Helsingfors. Toppen på Mustivaara är 251 meter över havet.
Terrängen runt Mustivaara är huvudsakligen platt.  Trakten runt Mustivaara är nära nog obefolkad, med mindre än två invånare per kvadratkilometer.